# Parque estatal del lago Wenatcheev
El Parque Estatal Lake Wenatchee es un área de recreación pública ubicada en el extremo oriental del lago Wenatchee, un lago alimentado por glaciares- y deshielo en el Bosque Nacional de Wenatchee en las ladreras orientales de la Cordillera de las cascadas en el estado de Washington. El parque estatal cubre 492 acres (199 ha) dividido en dos partes, el parque de la costa norte y el parque de la costa sur, separadas por el Río Wenatchee. El parque es administrado por la Comisión de Recreación y Parques del Estado de Washington

## Actividades y amenidades
El parque ofrece 12,623 pies (3,847 m) de costa, una variedad de actividades de agua dulce, que incluyen pesca, esquí acuático, kayak en aguas bravas, windsurf, natación e instalaciones para lanzar lanchas de motor y embarcaciones personales. El parque cuenta con instalaciones para acampar, y senderos para excursionistas, ciclistas y jinetes, así como áreas para escalada en roca. En los meses de invierno, el parque se utiliza para esquí de fondo, perros de trineo, motos de nieve y escalada en hielo.

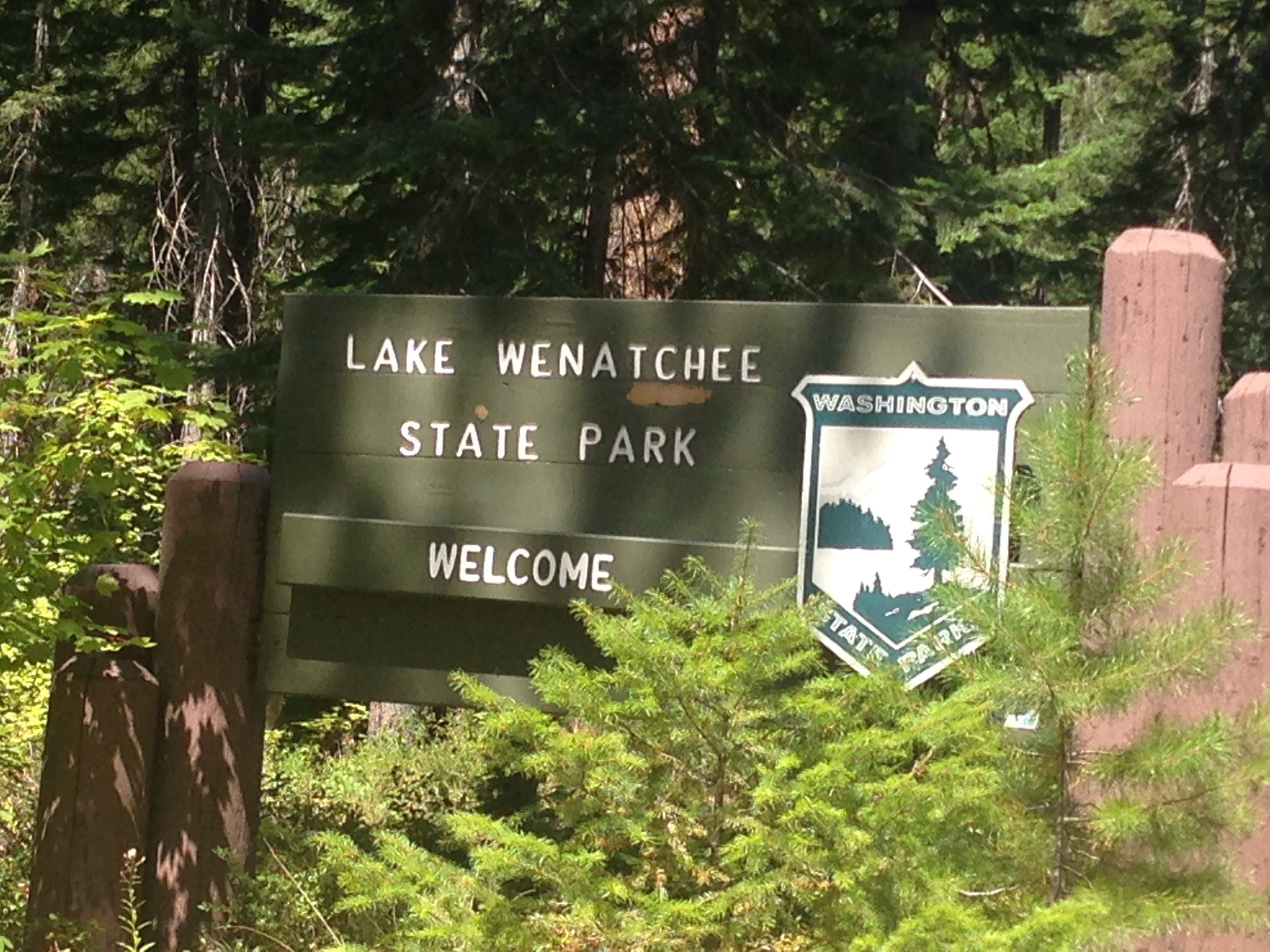
Señal de entrada